# Alpioniscus henroti
Alpioniscus henroti là một loài chân đều trong họ Trichoniscidae. Loài này được Vandel miêu tả khoa học năm 1964.